# Хилер (Пенсилванија)
Хилер (енгл. Hiller) насељено је место без административног статуса у америчкој савезној држави Пенсилванија.

## Демографија
По попису из 2010. године број становника је 1.155, што је 79 (-6,4%) становника мање него 2000. године.
| Група             | 2000.         | 2010.         |
| Белци             | 1.123 (91,0%) | 1.069 (92,6%) |
| Афроамериканци    | 85 (6,9%)     | 54 (4,7%)     |
| Азијати           | 1 (0,1%)      | 4 (0,3%)      |
| Хиспаноамериканци | 8 (0,6%)      | 4 (0,3%)      |
| Укупно            | 1.234         | 1.155         |